# Magic (Secret)
Magic (hangeul: 매직) è un brano del gruppo musicale sudcoreano Secret, tratto dall'EP Secret Time e pubblicato nel 2010 dall'etichetta discografica TS Entertainment.

## Il brano
Il 29 marzo 2010 fu diffuso online un teaser: nel video le ragazze eseguirono un brano di danza chiamato Break Time. Il video completo di Magic, che raggiunse il milione di visualizzazioni, uscì il 1º aprile insieme all'EP. A causa di errori di stampa, l'uscita materiale fu ritardata di cinque giorni, ma fu comunque pubblicato online su diversi portali musicali. Nell'EP furono incluse anche le versioni acustiche di I Want You Back e 3 Years 6 Months. Il brano fu utilizzato come traccia promozionale nelle loro performance nei programmi M! Countdown, Music Bank, Show! Music Core e Inkigayo.
La canzone è stata scritta e prodotta dai compositori Shinsadong Tiger, Kang Jiwon e Kim Kibum.
Il 9 febbraio 2012, gli allenatori di The Voice Korea Kangta, Baek Ji-young, Gil e Shin Seung-hoon hanno eseguito una cover di Magic, andata in onda il giorno successivo nella puntata pilota di The Voice Korea e distribuita digitalmente.

## Formazione
- Hyoseong – voce
- Zinger – rapper, voce
- Jieun – voce
- Sunhwa – voce